# Circunscrições eclesiásticas católicas da França

As províncias estão demarcadas em vermelho e as arquidioceses escritas em vermelho

A seguir está a lista das circunscrições eclesiásticas católicas romanas da França instauradas em dezembro de 2002. Veja também os artigos: Circunscrições eclesiásticas católicas da França durante o Antigo Regime e Circunscrições eclesiásticas católicas da França durante os séculos XIX e XX para obter informações anteriores a 2002.
O mapa das províncias eclesiásticas francesas foi provisoriamente reformulado em 2002, a fim de ser mais similar ao mapa administrativo das regiões da França. Isso significou a criação de algumas novas arquidioceses e, também implicou, por vários arcebispados, a perda de seu status metropolitano: seus bispos, no entanto, mantiveram o título de arcebispo.
Na França, a maioria das dioceses coincide com os departamentos, mas há algumas exceções, quando alguns arrondissements estão ligados a uma diocese fora do departamento, ou formar uma diocese separada dentro do departamento (isso acontece principalmente em departamentos com numerosa população, como o Nord ou Bouches-du-Rhône). Junto com a lista das novas províncias eclesiásticas e dioceses sufragâneas, esta lista também dá o equivalente a jurisdição diocese em termos departamentais.

## Lista de dioceses

### Conferência episcopal da França

#### Província eclesiástica de Besançon
(Franco-Condado e parte Lorena)
- Arquidiocese de Besançon = Haute-Saône e Doubs menos do arrondissement Montbéliard
  - Diocese de Belfort-Montbéliard = Território de Belfort e arrondissement Montbéliard
  - Diocese de Nancy = Meurthe-et-Moselle
  - Diocese de Saint-Claude = Jura
  - Diocese de Saint-Dié = Vosges
  - Diocese de Verdun = Meuse

#### Província eclesiástica de Bordeaux
(Aquitânia)
- Arquidiocese de Bordeaux = Gironda
  - Diocese de Agen = Lot e Garona
  - Diocese de Aire et Dax = Landes
  - Diocese de Bayonne = Pirenéus Atlânticos
  - Diocese de Périgueux = Dordonha

#### Província eclesiástica de Clermont
(Auvérnia)
- Arquidiocese de Clermont = Puy-de-Dôme
  - Diocese de Le Puy-en-Velay = Haute-Loire
  - Diocese de Moulins = Allier
  - Diocese de Saint-Flour = Cantal

#### Província eclesiástica de Dijon
(Borgonha)
- Arquidiocese de Dijon = Côte-d'Or
  - Arquidiocese de Sens = Yonne
  - Diocese de Autun = Saône-et-Loire
  - Diocese de Nevers = Nièvre
  - Prelazia da Mission de France em Pontigny

#### Província eclesiástica de Lille
(Nord-Pas-de-Calais)
- Arquidiocese de Lille[1] Nord, arrondissements de Dunquerque e Lille
  - Arquidiocese de Cambrai = Nord, arrondissements de Avesnes-sur-Helpe, Cambrai, Douai, Valenciennes
  - Diocese de Arras = Pas-de-Calais

#### Província eclesiástica de Lyon
(Ródano-Alpes)
- Arquidiocese de Lyon = Ródano e do distrito de Roanne no departamento de Loire
  - Arquidiocese de Chambéry-Saint-Jean de Maurienne-Tarentaise = Saboia
  - Diocese de Annecy = Alta Saboia
  - Diocese de Belley-Ars = Ain
  - Diocese de Grenoble-Vienne = Isère
  - Diocese de Saint-Étienne = Loire, menos o distrito de Roanne
  - Diocese de Valença = Drôme
  - Diocese de Viviers = Ardèche

#### Província eclesiástica de Marselha
(Provença-Alpes-Costa Azul)
- Arquidiocese de Marselha = Bocas-do-Ródano (apenas o arrondissement de Marselha)
  - Arquidiocese de Aix-Arles = Bocas-do-Ródano, menos o arrondissement de Marselha (Arles está em Bouches-du-Rhône)
  - Arquidiocese de Avinhão = Vaucluse
  - Diocese de Ajaccio = Alta Córsega e Córsega do Sul
  - Diocese de Digne = Alpes da Alta Provença
  - Diocese de Fréjus-Toulon = Var
  - Diocese de Gap = Altos Alpes
  - Diocese de Nice = Alpes Marítimos

#### Província eclesiástica de Montpellier
(Languedoque-Rossilhão)
- Arquidiocese de Montpellier = Hérault
  - Diocese de Carcassone e Narbona = Aude
  - Diocese de Mende = Lozère
  - Diocese de Nîmes = Gard
  - Diocese de Perpignan-Elne = Pirenéus Orientais

#### Província eclesiástica de Paris
(Île-de-France)
- Arquidiocese de Paris = Cidade departamento de Paris
  - Diocese de Créteil = Val-de-Marne
  - Diocese de Évry-Corbeil-Essonnes = Essonne
  - Diocese de Meaux = Sena e Marne
  - Diocese de Nanterre = Altos do Sena
  - Diocese de Pontoise = Val-d'Oise
  - Diocese de Saint-Denis = Seine-Saint-Denis
  - Diocese de Versalhes = Yvelines

#### Província eclesiástica de Poitiers
(Poitou-Charentes e Limusino)
- Arquidiocese de Poitiers = Vienne e Deux-Sèvres - New Arquidiocese (2002)
  - Diocese de Angoulême = Charente
  - Diocese de La Rochelle = Charente-Maritime
  - Diocese de Limoges = Haute-Vienne e Creuse
  - Diocese de Tulle = Corrèze

#### Província eclesiástica de Reims
(Champanha-Ardenas e Picardia)
- Arquidiocese de Reims = arrondissement de Reims, em Marne e do departamento Ardennes
  - Diocese de Amiens = Somme
  - Diocese de Beauvais = Oise
  - Diocese de Châlons = Marne, menos arrondissement de Reims
  - Diocese de Langres = Haute-Marne
  - Diocese de Soissons = Aisne
  - Diocese de Troyes = Aube

#### Província eclesiástica de Rennes
(Bretanha e Pays-de-la-Loire)
- Arquidiocese de Rennes = Ille-et-Vilaine
  - Diocese de Angers = Maine-et-Loire
  - Diocese de Laval = Mayenne
  - Diocese de Le Mans = Sarthe
  - Diocese de Luçon = Vendée
  - Diocese de Nantes = Loire-Atlantique
  - Diocese de Quimper = Finistère
  - Diocese de Saint-Brieuc = Côtes-d'Armor
  - Diocese de Vannes = Morbihan

#### Província eclesiástica de Rouen
(Alta Normandia e Baixa Normandia)
- Arquidiocese de Rouen = Sena Marítimo, menos o arrondissement de Le Havre
  - Diocese de Bayeux e Lisieux = Calvados
  - Diocese de Coutances e Avranches = Manche
  - Diocese de Évreux = Eure
  - Diocese de Le Havre = arrondissement de Le Havre em Seine-Maritime
  - Diocese de Sées = Orne

#### Província eclesiástica de Toulouse
(Sul-Pirenéus)
- Arquidiocese de Toulouse = Alta Garona
  - Arquidiocese de Albi = Tarn
  - Arquidiocese de Auch = Gers
  - Diocese de Cahors = Lot
  - Diocese de Montauban = Tarn-et-Garonne
  - Diocese de Pamiers = Ariège
  - Diocese de Rodez = Aveyron
  - Diocese de Tarbes e Lurdes = Altos Pirenéus

#### Província eclesiástica de Tours
(Centro)
- Arquidiocese de Tours = Indre-et-Loire
  - Arquidiocese de Bourges = Cher e Indre
  - Diocese de Blois = Loir-et-Cher
  - Diocese de Chartres = Eure-et-Loir
  - Diocese de Orléans = Loiret

### Conferência episcopal das Antilhas

#### Província eclesiástica de Martinica
(Martinica, Guadalupe e Guiana Francesa)
- Arquidiocese de Forte da França = Martinica
  - Diocese de Basse-Terre = Guadalupe
  - Diocese de Caiena = Guiana Francesa

### Conferência episcopal do Pacífico

#### Província eclesiástica de Papeete
- Arquidiocese de Papeete = Polinésia Francesa, menos nas Ilhas Marquesas
  - Diocese de Taiohae o Tefenuaenata = Ilhas Marquesas

#### Província eclesiástica de Numeá
- Arquidiocese de Numeá = Nova Caledônia
  - Diocese de Porto Vila = Vanuatu
  - Diocese de Wallis e Futuna = Wallis e Futuna

### Sob a autoridade direta da Santa Sé
- Arquidiocese de Estrasburgo = Baixo Reno e Alto Reno
- Diocese de Metz = Mosela
- Diocese de Saint-Denis = Reunião
- Eparquia de Nossa Senhora do Líbano de Paris = Igreja Maronita
- Eparquia de São Vladimir, o Grande de Paris = Igreja Greco-Católica Ucraniana
- Eparquia da Santa Cruz de Paris = Igreja Católica Armênia
- Ordinariato para os Católicos Orientais na França = Ordinariato para os fiéis de rito oriental